# فولفغانغ لوتز (أستاذ جامعي)
فولفغانغ لوتز (بالألمانية: Wolfgang Lutz) هو عالم اجتماع نمساوي، ولد في 10 ديسمبر 1956 في روما في إيطاليا.